# Oratemnus saigonensis
Oratemnus saigonensis är en spindeldjursart som först beskrevs av Beier 1930.  Oratemnus saigonensis ingår i släktet Oratemnus och familjen Atemnidae. Inga underarter finns listade i Catalogue of Life.